# Jan De Brandt
Jan De Brandt (20 januari 1959) is een Belgisch volleybalcoach en voormalig -speler.

## Levensloop
De Brandt was leerkracht, een functie die hij deeltijds in Ternat en deeltijds in Lennik uitoefende. Als speler was hij actief bij VC Kruikenburg, waarmee hij vanuit de provinciale reeksen opklom tot het hoogste niveau. Toen deze club na zeven jaar noodgedwongen moest stoppen verkaste De Brandt naar VC Lennik. Met deze club speelde hij kampioen. Na drie jaar en een zware knieblessure ging hij vervolg richting VC Zonhoven. Na twee jaar aldaar stopte hij omwille van fysieke redenen als speler. Daarnaast speelde hij 350 interlands voor het Belgisch nationaal volleybalteam.
Na zijn spelerscarrière ging hij aan de slag als assistent van Dominique Baeyens bij VC Zellik. Toen Baeyens stopte werd De Brandt trainer. Als trainer was hij voorts onder meer actief bij Datovoc Tongeren, het damesteam van Fenerbahçe, Igtisadchi Baku, VBC Voléro Zürich. Daarnaast trainde hij het Hongaars nationaal vrouwenvolleybalteam en de Yellow Tigers, het Belgisch nationaal vrouwenvolleybalteam. Op zijn palmares als trainer staat onder meer de Turkse Beker (2009-'10), alsook twee landstitels aldaar (2008-'09 en 2009-'10) en een Supercup (2009). Daarnaast won hij in 2015 de Europese volleyballeague, werd hij in het seizoen 2009-2010 verliezend finalist in de CEV Champions League en een derde plek in de CEV Cup in het seizoen 2008-'09.
Zijn broer Herman en zoon Koen zijn/waren ook actief in het volleybal.